# Лазарев, Борис Михайлович
Борис Михайлович Лазарев (2 января 1930, Калугино — 23 сентября 1995) — советский и российский учёный-правовед, доктор юридических наук, профессор, Заслуженный деятель науки РСФСР.

## Биография
Родился в с. Калугино Серпуховского района Московской области.
- В 1953 г. окончил юридический факультет МГУ им. М. В. Ломоносова.
- С 1953 по 1956 г. обучался в очной аспирантуре юридического факультета этого же университета.
- В 1962 г. под руководством профессора И. И. Евтихиева защитил кандидатскую диссертацию на тему: «Государственное управление советской торговлей».
- В 1973 г. — докторскую диссертацию на тему: «Теоретические вопросы компетенции органов советского государственного управления».
- С 1957 по 1960 г. работал старшим редактором Госюриздата,
- с 1960 по 1995 г. в Институте государства и права АН СССР занимал должности младшего, старшего научного сотрудника, заведующего сектором административного права, руководителя Центра публичного права.

## Заслуги
Б. М. Лазарев являлся одним из ведущих специалистов в области административного права. Работал также над проблемами общей теории государства и права и конституционного права. Более 25 лет был внештатным консультантом Верховного Совета СССР, участвовал в разработке большого числа законопроектов СССР и союзных республик.
Наиболее весомый вклад он внес в разработку концепций советской политической системы, статуса общественных организаций, институтов административной ответственности. Принимал активное участие в деятельности рабочих групп Конституционной комиссии по подготовке проекта Конституции РФ.
Он впервые в истории советской административной науки разработал теорию компетенции органа государственного управления и теорию административно-правового статуса гражданина. Под его руководством была воспитана целая плеяда крупных ученых.
Являлся заместителем Председателя Комитета конституционного надзора Союза ССР.

## Труды
Б. М. Лазаревым опубликовано более 100 научных работ, в том числе 2 монографии. Наиболее значимыми являются следующие научные труды:
- «Советское государство и общественные организации» (М.,1960) (в соавт.);
- «Компетенция органов управления» (М.,1972);
- «Советское административное право» (М.,1981);
- «Гражданин и аппарат управления» (М.,1982);
- «Управленческие процедуры» (М.,1985);
- «Комментарий к Кодексу РСФСР об административных правонарушениях» (М.,1987).

## Награды
За заслуги в развитии науки и общественную деятельность награждён орденом Трудового Красного Знамени и медалью «За трудовое отличие», а за укрепление научных связей с ГДР — Золотым знаком Общества германо-советской дружбы.